# エリュクスの白い花
『エリュクスの白い花』（エリュクスのしろいはな）は、牧村ジュンによる日本の漫画作品。
『なかよし』（講談社）にて1976年1月号に連載された。

## 書誌情報
- エリュクスの白い花、初版発行日 1976年11月5日
  - 明日にむかって（1976年8月号）／愛はローマに燃えて／わんぱく学級あまり1（1976年6月号）